# Direcció General de Drets dels Animals
La Direcció General de Drets dels Animals (DGDA) és l'òrgan directiu de la Subsecretaria del Ministeri de Drets Socials i Agenda 2030 que assumeix les polítiques del Govern d'Espanya en relació amb els drets dels animals i el seu benestar, sense perjudici de les competències atribuïdes a altres departaments, com el Ministeri de Cultura i Esport, que posseeix les funcions relatives a la tauromàquia i altres activitats taurines.

## Funcions
D'acord amb el Reial Decret 452/2020, són funcions d'aquesta direcció general:
- La formulació de les polítiques del Departament en matèria de protecció dels drets dels animals.
- L'impuls de totes les mesures necessàries per incloure la protecció dels drets dels animals en l'ordenament jurídic actual.
- El desenvolupament de les mesures de difusió necessàries perquè la societat conegui i respecti els drets dels animals i la seva protecció.
- La coordinació tant amb les comunitats autònomes i entitats locals, la Fiscalia General de l'Estat, lesadministracions públiques i la resta d'ens del sector públic estatal, com amb els agents socials perquè es reconeguin i es respectin els drets dels animals i la seva protecció.
- La cooperació amb les restants entitats públiques i privades, nacionals i internacionals, en matèria de drets dels animals i la seva protecció, sense perjudici de les funcions de direcció i coordinació de la Sotssecretaria del Departament en l'àmbit de la cooperació internacional.

## Titulars de l'òrgan
- Sergio Antonio García Torres (2020-actualitat).[3]